# Большакова, Ася Ефимовна
Ася Ефимовна Кунина (Большакова) (1920—2001) — советский и российский историк-американист. Доктор исторических наук (1973). Окончила исторический факультет Московского государственного университета (1943). Во время Второй мировой войны работала переводчиком в Наркомате обороны СССР, продолжая заочно учиться в МГУ.

## О ней
- Кунина (Большакова) Ася Ефимовна // Иванян Э. А. Энциклопедия российско-американских отношений. XVIII—XX века. — Москва: Международные отношения, 2001. — 696 с. — ISBN 5-7133-1045-0. — С. 290.